# Micrathetis spilomela
Micrathetis spilomela là một loài bướm đêm trong họ Noctuidae.